# Maurolicus parvipinnis
Maurolicus parvipinnis és una espècie de peix pertanyent a la família dels esternoptíquids.

## Descripció
- Fa 5,4 cm de llargària màxima.
- Nombre de vèrtebres: 33-35.[5][6]

## Hàbitat
És un peix marí, d'aigües fondes i batipelàgic.

## Distribució geogràfica
Es troba al Pacífic sud-oriental: el sud del Xile continental i l'arxipèlag Juan Fernández.

## Observacions
És inofensiu per als humans.